# Olivia Elder
Pour les articles homonymes, voir Elder.
Olivia Elder (21 janvier 1735 - 1780) est une poète irlandaise,,. 

## Enfance et famille
Olivia Elder est née le 21 janvier en probablement 1735, ou peut-être 1739. Elle est la fille du ministre presbytérien d'Aghadowey dans le nord du comté de Londonderry, le révérend John Elder (1693-1779). Le nom de sa mère est inconnu et il semble qu'elle a au moins un frère. Son père se joint à Michael Bruce, John Abernethy, James Kirkpatrick et Samuel Haliday dans le cadre du presbytère d'Antrim en 1726. Olivia Elder reçoit un niveau d'éducation élevé, probablement à la maison. Elle connait un peu de grec et de latin et a un grand amour de la littérature, ce qui l'amène à composer des vers et à écrire des vers à ses amis. Étant presbytérienne, ses points de vue marquées sur la moralité sont récurrentes dans sa poésie. Elle participe également à l'argumentation inter et intra confessionnelle avec zèle. Elder vit toute sa vie avec son père, travaillant comme femme de ménage jusqu'à sa mort. 

## Poésie
Elder espère que son travail soit publié, elle fait donc des copies soignées de ses poèmes dans un cahier. Elle écrit sous des formes diverses : notamment des élégies, des odes, des épîtres et même des chansons. Un de ses poèmes, une satire vicieuse de Robert Heyland, le recteur de l'Église d'Irlande de Coleraine, a été publié de manière anonyme dans le Freeman's Journal (29 juin 1772). 
Elle cherche à faire connaissance avec la poète anglaise, Anna Laetitia Barbauld, en 1774 car elles partagent un fond dissident libéral. Peut-être en raison de son éducation dans une communauté rurale solidement égalitaire, Elder ne se soucie pas beaucoup des convenances urbaines de la diction ou de la politesse sociale, contrairement aux poètes comme Barbauld. Un certain nombre de ses poèmes relaient des inimitiés et des malentendus. Parfois, elle est d'une grossièreté irréfléchie, mais dans d'autres cas plutôt insultants, provoquant un choc chez ses lecteurs y compris de nos jours. Elle accuse la gentry locale, les ministres et les ecclésiastiques de défauts moraux et d'avoir de nombreux vices. Elle connaissait la langue écossaise et semble avoir connu une partie de sa littérature antérieure. En général, Elder semble avoir une mauvaise opinion des hommes, ayant été « cruellement trompée » en amour. À l'exception de son père, elle considérait tous les hommes comme des séducteurs et des personnes indignes de confiance, tandis qu'elle écrit que la plupart des femmes travaillent dur et sont honorables. 
An elegy on J. S. ... est l'un de ses poèmes les plus réussis. C'est une parodie d'un vers d'Allan Ramsay sous le forme standard d'une Burns stanza de six lignes écrite en écossais. Son utilisation du discours direct offre un aperçu des relations et des occasions sociales dans les communautés rurales au début du XVIIIe siècle du point de vue d'une femme. Elle est cinglante envers le mariage avec des descriptions vives et peu flatteuses, comme dans des œuvres telles que Matrimony at the throne, présentant un conjoint ivre, avec un frère tyrannique dominateur et critique, comme une option matrimoniale épouvantable pour une femme intelligente. To Mrs A. C. H. an account of the Authors manner of spending her time est considérée comme l'une de ses meilleures œuvres. Dans ce poème, elle décrit les distractions des tâches et des responsabilités quotidiennes, thèmes qu'autres femmes écrivains reprendront par la suite. Elder est pleine d'humour et désolée de sa vie de femme artiste, tout en étant fière de ses talents de ménagère, . 

## Fin de vie et héritage
Elder meurt en 1780 après avoir souffert d'une mauvaise santé pendant une longue période. La famille conserve son carnet, qui est transmis à James Henry, qui était peut-être un petit-neveu. 
Ses œuvres sont longtemps restées disponibles uniquement sous forme manuscrite à la Bibliothèque nationale d'Irlande. Ils ont été publiés en tant un volume de poésie en 2017. 